# Heliotrygon
Heliotrygon – rodzaj ryb chrzęstnoszkieletowych z podrodziny Potamotrygoninae w obrębie rodziny płaszczek słodkowodnych (Potamotrygonidae).

## Rozmieszczenie geograficzne
Do rodzaju należą gatunki występujące w słodkich wodach Ameryki Południowej (Kolumbia, Peru i Brazylia).

## Morfologia
Długość ciała do 80 cm.

## Systematyka
Rodzaj zdefiniowała w 2011 roku brazylijsko-kanadyjska para ichtiologów (Brazylijczyk Marcelo Rodrigues de Carvalho i Kanadyjczyk Nathan R. Lovejoy) w artykule poświęconym morfologicznym i filogenetycznym relacjom nowego rodzaju i dwóch nowych gatunków neotropikalnych płaszczek słodkowodnych z dorzecza Amazonki opublikowanym w czasopiśmie Zootaxa. Gatunkiem typowym jest (oryginalne oznaczenie) H. gomesi.

### Etymologia
Heliotrygon: gr. ἡλιος hēlios ‘słońce’; τρυγων trugōn, τρυγονσς trugonos ‘płaszczka’.

### Podział systematyczny
Do rodzaju należą następujące gatunki:
- Heliotrygon gomesi Carvalho & Lovejoy, 2011
- Heliotrygon rosai Carvalho & Lovejoy, 2011